# Horlupî, Kiverți
Horlupî (în ucraineană Хорлупи) este localitatea de reședință a comunei Horlupî din raionul Kiverți, regiunea Volînia, Ucraina.

## Demografie
Componența lingvistică a localității Horlupî
     Ucraineană (99,72%)
     Alte limbi (0,28%)
Conform recensământului din 2001, majoritatea populației localității Horlupî era vorbitoare de ucraineană (99,72%), existând în minoritate și vorbitori de alte limbi.